# Wei Wu Wei
Terence James Stannus Gray (* 14. September 1895; † 5. Januar 1986) war Theaterproduzent und gründete das Cambridge Festival Theatre als experimentelles Theater in Cambridge. Dort produzierte er zwischen 1926 und 1933 über 100 Stücke. Später im Leben veröffentlichte er unter dem Pseudonym Wei Wu Wei mehrere Bücher über Metaphysik, Tao und das chinesische Ch'an.

## Hintergrund
Terence James Stannus Gray wurde am 14. September 1895 in Felixstowe, Suffolk, England, als Sohn von Harold Stannus Gray und Mitglied einer etablierten anglo-irischen Familie geboren. Er wuchs auf einem Anwesen in den Gog Magog Hills bei Cambridge, England auf. Er erhielt eine gründliche Ausbildung an der Ascham St. Vincent’s School, Eastbourne, Eton und an der Oxford University. Schon früh widmete er sich der Ägyptologie, die 1923 mit der Herausgabe von zwei Büchern über die Geschichte und Kultur des alten Ägyptens ihren Höhepunkt fand.
Er war mit der russischen Adligen Rimsky-Korsakow, verheiratet. Im späteren Teil seines Lebens lebte er mit seiner zweiten Frau, der georgischen Prinzessin Natalie Margaret Imeretinsky, in Monaco.
Gray kannte unter anderem Lama Anagarika Govinda, Hubert Benoit, John Blofeld, Douglas Harding, Robert Linssen, Arthur Osborne, Robert Powell und Daisetz Teitaro Suzuki.
Gray unterhielt die Rennpferde seiner Familie in England und Irland. 1957 gewann sein Pferd Zarathustra den Ascot Gold Cup, der von Jockey Lester Piggott im ersten seiner elf Siege geritten wurde.

## Cambridge Festival Theatre
In den 1920er und 1930er Jahren arbeitete Gray als Theoretiker, Theaterproduzent, Autor von radikalen „Tanzdramen“, Herausgeber mehrerer Zeitschriften und Autor von zwei Büchern zum Thema.
1926 eröffnete Gray, ohne jegliche praktische Theatererfahrung, das Cambridge Festival Theatre als experimentelles Schauspielhaus. Er erwarb das alte Theater Royal Barnwell und baute es im Wesentlichen wieder auf. Die Eröffnungsproduktion 'The Orestia' von Aeschylus mit de Valois als Choreograph, und er produzierte in der Folge abstrakte Aufführungen, in denen er mehr über die Bewegung als über die Sprache arbeitete. Die Kritiker waren geteilter Meinung, einige lobten seine Leistungen, andere waren der Meinung, dass er Text und Handlung der Effekthascherei opferte. Gray provozierte bewusst das Publikum, aber trotz der Kontroversen erreichte er volle Zuschauerränge. Viele von Grays Mitarbeitern verließen das Projekt wegen seiner Kompromisslosigkeit. 1933 gab er das Theater endgültig auf.

## Spiritualität
Nachdem sein Interesse für das Theater offensichtlich erschöpft war, wandte er sich der Philosophie und Metaphysik zu. Dies führte zu Reisen durch ganz Asien, einschließlich einer gewissen Zeit, die er in Sri Ramana Maharshi's Ashram in Tiruvannamalai, Indien, verbrachte. Zwischen den Jahren 1958 und 1974 erschienen unter dem Pseudonym „Wei Wu Wei“ (ein taoistischer Begriff, übersetzbar mit „Handeln als Nicht-Handeln“) acht Bücher und, als Auszüge daraus, Aufsätze in verschiedenen Zeitschriften. Er hat seine Identität als Autor zum Zeitpunkt der Veröffentlichung aus Gründen, die er im Vorwort des ersten Buches „Fingers Pointing Towards the Moon“ (Routledge und Kegan Paul, 1958) umrissen hatte, nicht offenbart. In den nächsten 16 Jahren erschienen sieben weitere Bücher, darunter sein letztes Werk unter dem weiteren Pseudonym „O. O. O.“ 1974. Wei Wu Wei beeinflusste unter anderem den britischen Mathematiker und Autor George Spencer-Brown, Galen Sharp und Ramesh Balsekar.

## Werke
(Sämtliche Werke wurden ins Deutsche übersetzt.)
- FINGERS POINTING TOWARDS THE MOON – Reflections of a Pilgrim on the Way
  - 1958, Routledge and Kegan Paul Ltd., London. (out of print)
  - 2003, Sentient Publications, Boulder. Foreword by Ramesh Balsekar. ISBN 1-59181-010-8
- WHY LAZARUS LAUGHED – The Essential Doctrine - Zen-Advaita-Tantra
  - 1960, Routledge and Kegan Paul Ltd., London. (out of print)
  - 2003, Sentient Publications, Boulder. ISBN 1-59181-011-6
- ASK THE AWAKENED – The Negative Way
  - 1963, Routledge and Kegan Paul Ltd., London, (out of print)
  - (2nd ed. 1974) (out of print)
  - 1973, Little, Brown & Co., Boston. ISBN 0-316-92810-0 (out of print)
  - 2002, Sentient Publications, Boulder. Foreword by Galen Sharp. ISBN 097 1078645
- ALL ELSE IS BONDAGE – Non-Volitional Living
  - 1964, Hong Kong University Press. (Reprinted 1970, 1982) ISBN 962-209-025-7 (out of print)
  - 1999, Sunstar Publications. ISBN 1-886656-34-7 (out of print)
  - 2004, Sentient Publications, Boulder. ISBN 1-59181-023-X
  - 1994 auf Deutsch: „Die einfache Erkenntnis.“ Übersetzt von Ernst Schönwiese, Verlag Bruno Martin ISBN 3-921786-85-1 (vergriffen)
- OPEN SECRET
  - 1965, Hong Kong University Press. (Reprinted 1970, 1982) ISBN 962-209-030-3 (out of print)
  - 2004, Sentient Publications, Boulder. ISBN 1-59181-014-0
  - 1998 auf Deutsch: „Das Offenbare Geheimnis.“  Übersetzt von Wolfgang Höhn, Lüchow Verlag ISBN 3-925898-82-4 (vergriffen)
- THE TENTH MAN – The Great Joke
  - 1966, Hong Kong University Press. (Reprinted 1967, 1971). ISBN 0-85656-013-8 (out of print)
  - 2003, Sentient Publications, Boulder. Foreword by Dr. Gregory Tucker. ISBN 1-59181-007-8
- POSTHUMOUS PIECES
  - 1968, Hong Kong University Press. Foreword by Wayne Liquorman. ISBN 0-85656-027-8 (out of print)
  - 2004, Sentient Publications, Boulder. ISBN 1-59181-015-9
- UNWORLDLY WISE – As the Owl Remarked to the Rabbit
  - 1974, Hong Kong University Press. ISBN 0-85656-103-7 (out of print)
  - 2004, Sentient Publications, Boulder. ISBN 1-59181-019-1
Note: this book published under the further pseudonym 'O.O.O.'

## Biografien
- Tucker, George: The Spirit Works
- Cornwell, Paul (2004). Only by Failure: The Many Faces of the Impossible Life of Terence Gray. Salt Publishing. ISBN 1-84471-004-1.